# Karolingische Stadtmauer

Die Stadtgrenzen von Paris vom 4. Jahrhundert bis 2015.
Gallo-römische Stadtbefestigung
Karolingische Stadtmauer
Stadtmauer Philipps II. August
Stadtmauer Karls V.
Stadtbefestigung Ludwigs XIII.
Mauer der Generalpächter
Thierssche Stadtbefestigung
heute

Die Karolingische Stadtmauer in Paris ist die erste mittelalterliche Stadtmauer (auch Stadtmauer des 10. Jahrhunderts genannt), die Ende des 10. / Anfang des 11. Jahrhunderts gebaut wurde. Sie ist eine der sieben Stadtbefestigungen, die Paris im Lauf der Zeit nacheinander umgaben. Im Gegensatz zu allen späteren Mauern war diese Mauer auf die rechte Seine-Seite (Rive Droite) beschränkt. Ihr historischer Verlauf ist heute in großen Teilen bekannt, in manchen Abschnitten aber noch unbekannt. Nach ihrer Niederlegung zu einem unbekannten Zeitpunkt ging das Wissen um diese Stadtbefestigung für mehrere hundert Jahre verloren.

## Geschichte
Nach dem Vertrag von Saint-Clair-sur-Epte, der die normannischen Invasionen beendete, konzentrierte sich die Stadtentwicklung von Paris auf die von Seine-Hochwassern weniger betroffene rechte Seine-Seite in den Umgebungen der Kirchen Saint-Germain-l’Auxerrois, Saint-Merri und Saint-Gervais. Jeder dieser kleinen Vororte dürfte von einer eigenen Mauer geschützt gewesen sein. Wahrscheinlich am Ende des 10. Jahrhunderts wurden auf Veranlassung von Odo von Paris oder Robert I. die Arbeiten an der ersten mittelalterlichen Stadtmauer begonnen, die sich auf die Rive Droite beschränkte.
Diese Stadtmauer hat das rechts der Seine gelegene Paris seit der Regierungszeit Hugo Capets (987–996), Roberts II.  (996–1031) oder spätestens Ludwigs VI. (1108–1137) umgeben. Während diese Stadtmauer bei der normannischen Belagerung von 885 bis 887 noch nicht existiert haben dürfte, trug sie wahrscheinlich dazu bei, der Belagerung von Paris 978 durch Otto II. standzuhalten. Otto soll mit seiner Lanze gegen ein Stadttor geschlagen, einen südlichen Vorort niedergebrannt und mit der Niederbrennung von Paris gedroht haben.
Die Stadtmauer, die noch unter Ludwig VII. (1137–1180) existierte, wurde in verschiedenen Dokumenten des 13. Jahrhunderts unter der Bezeichnung Mauern des Königs (Murs du Roi) oder Alte Mauer von Paris (Vieux Murs de Paris) erwähnt. Es gibt im Straßenbild keine sichtbaren Überreste dieser ersten mittelalterlichen Stadtbefestigung.
Die Rive Gauche hatte keine Stadtmauer. Die einzigen Verteidigungsanlagen auf der linken Seine-Seite waren die Mauern der Abteien.

## Verlauf

Verlauf der ersten mittelalterlichen Mauer auf dem heutigen Straßennetz

Die karolingische Stadtmauer verschwand durch die weitere Stadtentwicklung völlig. 1380 waren noch Überreste vorhanden, aber die Mauer geriet in Vergessenheit. Ab dem 18. Jahrhundert stellten Historiker aufgrund von Ortsbezeichnungen wie Porte Baudoyer, Archet Saint-Merri usw. Vermutungen über die Existenz einer Mauer vor der Stadtmauer Philipps II. an.
Verschiedene Verläufe wurden vermutet. Einigkeit gibt es in der Fachwelt darüber, dass der Verlauf im Osten der Stadt die Kirche Saint-Gervais und im Norden die Kirchen Saint-Merri und Sainte-Opportune der Achse der Rue de la Ferronnerie und der Rue des Fossés-Saint-Germain-l’Auxerrois folgend einschloss, sowie im Westen die Kirche Saint-Germain-l’Auxerrois. Die Entdeckung eines Grabens hinter dem Wohnhaus Rue de Rivoli 144 bestätigt den Verlauf des Grabens für den östlichen Teil einschließlich der zuvor bezweifelten Tatsache, dass sich die Kirche Saint-Germain-l’Auxerrois im ummauerten Stadtgebiet befand.

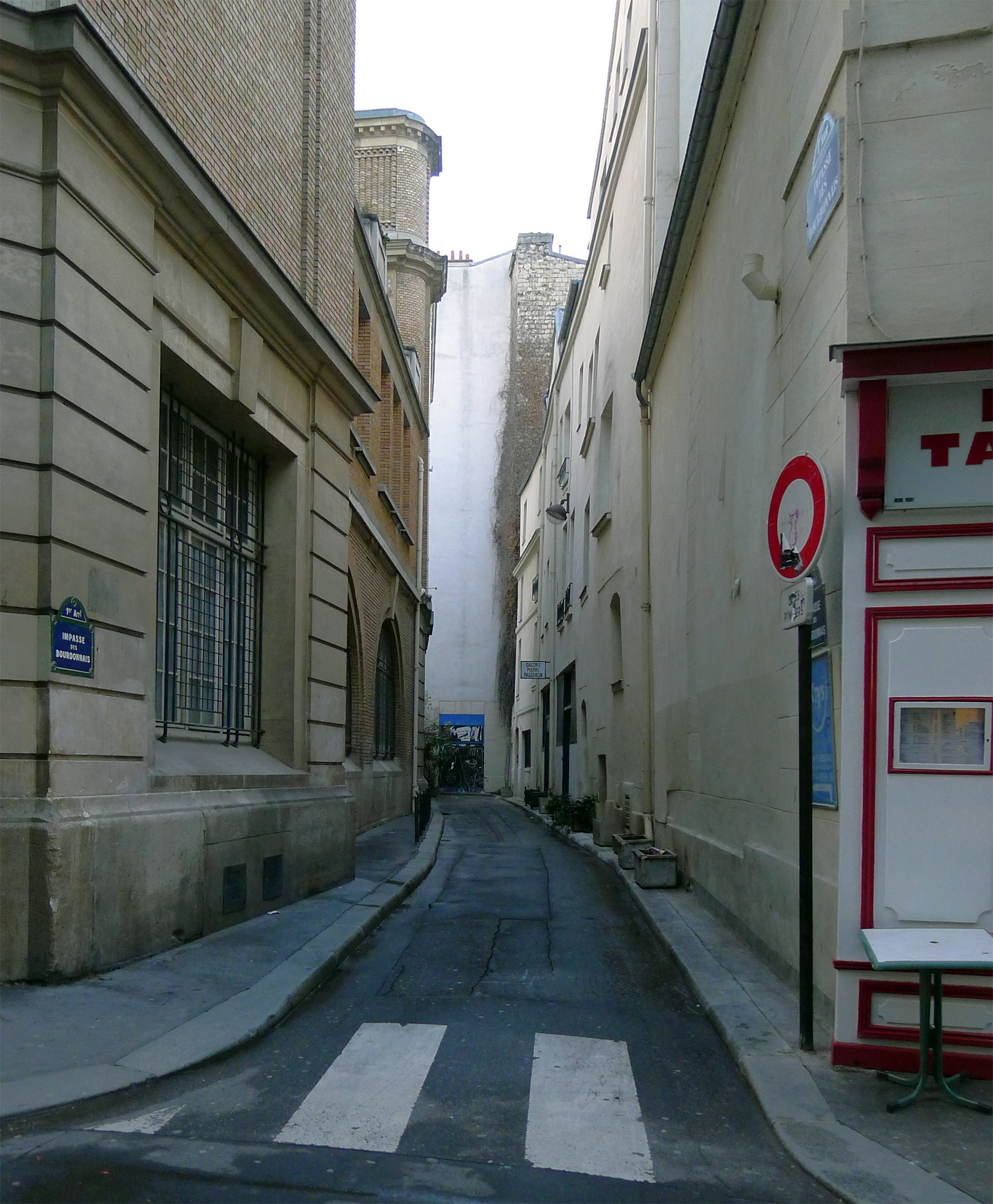
Sackgasse des Bourdonnais auf dem alten Mauerverlauf

### Vermutungen des Jean de La Tynna
Nach den Vermutungen von Jean de La Tynna zu Beginn des 19. Jahrhunderts begann die Mauer auf der Rive Droite am Seine-Ufer gegenüber der Rue Pierre-à-Poisson und verlief entlang der Rue Saint-Denis bis zur Rue des Lombards, wo sich ein Stadttor befand. Im weiteren Verlauf ging die Mauer, so de La Tynnas Vermutung, zwischen der Rue des Lombards und der Rue Troussevache bis zur Rue Saint-Martin, wo sich ein weiteres Stadttor mit dem Namen Archet-Saint-Merri befunden haben soll. Die Mauer führte anschließend durch den Kreuzgang von Saint-Merri, kreuzte die Straßen du Renard und Barre-du-Bec und mündete auf die Rue des Billettes, wo es wiederum ein Stadttor gegeben haben soll. Danach verlief die Mauer demnach entlang der Rue des Deux-Portes, querte die heutige Rue de la Tixéranderie und den Kreuzgang Saint-Jean, in dessen Nähe es wiederum ein Stadttor gab, und endete in gerader Linie am Ufer der Seine zwischen Saint-Jean-en-Grève und Saint-Gervais.

### Forschungsergebnisse des INRAP
Nach Untersuchungsergebnissen des archäologischen Instituts INRAP zu Beginn des 21. Jahrhunderts verlief die Mauer wie folgt: Beginnend an der heutigen Place du Louvre folgte sie der früheren Rue des Fossés-Saint-Germain-l’Auxerrois (die heutige Rue Perrault ist davon nur noch ein Teil), lief über die Kreuzung der Rue de l’Arbre-Sec und der Rue de Rivoli, den Impasse des Bourdonnais, die alte Hundegrube am Graben der alten Befestigung, dann die Achse der Rue de la Ferronnerie entlang, schnitt dann die Rue du Temple auf der Höhe der Hausnummer 15 und die Rue du Bourg-Tibourg ebenfalls auf der Höhe der Hausnummer 15, bevor sie auf der Höhe des heutigen Pont Louis-Philippe wieder auf die Seine traf. Die Grenzen der Grundstücksparzellen, erkennbar an der Ausrichtung der Kaminsockel, die nicht senkrecht zu den Straßen stehen, erlauben in großen Teilen die Rekonstruktion des Mauerverlaufs.
Die Forschungen des INRAP haben mit einer gewissen Präzision die Rekonstruktion des Mauerverlaufs erlaubt, der im Westen der Rue Saint-Martin 55,4 % des heutigen Wegenetzes (Rue Perrault, Rue de la Ferronnerie, Rue de la Reynie) oder des vor den Haussmann’schen Arbeiten existierenden Wegenetzes einschließt, im östlichen Teil 68,8 % der Grundstücksgrenzen.
Vier Stadttore dieser Mauer haben Spuren in Pariser Ortsbezeichnungen hinterlassen:
- Die Porte Baudoyer im Osten im Quartier de la Grève in der Nähe der heutigen Place Baudoyer (genau vor dem Rathaus des 4. Arrondissements),
- Der Archet Saint-Merri, im Norden im Quartier de la Verrerie, an der Kreuzung der Rue Saint-Martin mit der Rue du Cloître-Saint-Merri (südlich des Centre Pompidou). Der alte Name der Straße war Rue de la Porte-Saint-Merri. Renaud Gagneux, Denis Prouvost und das CNRS vermuten, dass dieses Stadttor weiter nördlich, auf der Rückseite der geraden Hausnummern der heutigen Place Edmond-Michelet lag, wo sie sich auf der Höhe der Hausnummern 89–91 und 88–90 mit der Rue Saint-Martin kreuzt, um um die Kirche einen gesicherten Bereich von ungefähr 50 Metern herzustellen.
- Ein drittes Stadttor befand sich ebenfalls im Norden im Quartier Saint-Jacques-de-la-Boucherie, an der Kreuzung mit der Rue Saint-Denis.
- Die Porte Saint-Germain-l’Auxerrois sicherte den Zugang zur Stadt auf der Westseite in der Verlängerung der Rue des Prêtres-Saint-Germain-l’Auxerrois, die auf der Achse des alten römischen Decumanus entlang der Seine lag, der im Westen in Richtung Sens und Meaux weiterlief.

## Grabungen
1995 wurden bei Grabungen bei der Rue du Temple Nummer 15 Überreste dieser Stadtmauer gefunden.
Weitere Spuren der Befestigung fand das INRAP bei Grabungsarbeiten 2009 an der Ecke der Rue de Rivoli 144 und der Rue de l’Arbre-Sec: Der Graben konnte nachgewiesen werden; Wall und Holzpalisade sind mit der Niederlegung der Befestigung spurlos verschwunden.
Aus den Funden folgerte man, dass die Stadtmauer von einem etwa zwei Meter hohen Wall mit einer drei Meter breiten, ebenen Krone mit Holzpalisade und einem V-förmigen, etwas 12 Meter breiten und 3,5 Meter tiefen Graben flankiert war.